# Бузовицька сільська рада
Бу́зовицька сільська́ ра́да — адміністративно-територіальна одиниця та орган місцевого самоврядування в Кельменецькому районі Чернівецької області. Адміністративний центр — село Бузовиця.

## Загальні відомості
- Населення ради: 1 642 особи (станом на 2001 рік)

## Населені пункти
Сільській раді були підпорядковані населені пункти:
- с. Бузовиця

## Склад ради
Рада складалася з 16 депутатів та голови.
- Голова ради: Ковальчук Микола Григорович
- Секретар ради: Кушнір Інна Миколаївна

### Керівний склад попередніх скликань
| Прізвище, ім'я, по батькові | Основні відомості                                                         | Дата обрання | Дата звільнення |
| --------------------------- | ------------------------------------------------------------------------- | ------------ | --------------- |
| Ковальчук Микола Григорович | Сільський голова, 1957 року народження, освіта вища, член Народної партії | 26.03.2006   | 31.10.2010      |
| Ковальчук Микола Григорович | Сільський голова, 1957 року народження, освіта вища, безпартійний         | 31.10.2010   |                 |

Примітка: таблиця складена за даними сайту Верховної Ради України

### Депутати
За результатами місцевих виборів 2010 року депутатами ради стали:

#### За суб'єктами висування
| Суб'єкт висування                                       | Кількість обраних депутатів | %    |
| ------------------------------------------------------- | --------------------------- | ---- |
| Партія регіонів                                         | 6                           | 37,5 |
| Політична партія Всеукраїнське об'єднання «Батьківщина» | 4                           | 25   |
| Комуністична партія України                             | 3                           | 18,8 |
| Народна партія                                          | 2                           | 12,5 |
| Самовисування                                           | 1                           | 6,3  |

#### За округами
| № округу                                                | Прізвище, ім'я, по батькові | Дата визнання обраним | Освіта             | Партійна приналежність                        | Відомості про обраного депутата                                                                                      |
| ------------------------------------------------------- | --------------------------- | --------------------- | ------------------ | --------------------------------------------- | --- |
| Комуністична партія України                             |                             |                       |                    |                                               | |
| 7                                                       | Гордеєв Віктор Васильович   | 01.11.2010            | середня            | позапартійний                                 | тимчасово не працює                                                                                                  |
| 8                                                       | Білий Іван Дмитрович        | 01.11.2010            | середня            | позапартійний                                 | тимчасово не працює                                                                                                  |
| 11                                                      | Пентескул Людмила Яківна    | 01.11.2010            | вища               | позапартійна                                  | Бузовицька сільська рада, головний бухгалтер                                                                         |
| Народна Партія                                          |                             |                       |                    |                                               | |
| 5                                                       | Ромашенко Микола Дмитрович  | 01.11.2010            | середня            | позапартійний                                 | тимчасово не працює                                                                                                  |
| 13                                                      | Басистий Валентин Іванович  | 01.11.2010            | вища               | член Народної партії                          | Бузовицьке лісництво ДП «Сокирянське лісове господарство», технік-лісовод                                            |
| Партія регіонів                                         |                             |                       |                    |                                               | |
| 1                                                       | Ромашенко Тетяна Валеріївна | 01.11.2010            | середня            | член Партії регіонів                          | Територіальний центр по соціальному обслуговуванню інвалідів, пенсіонерів та одиноких громадян, соціальний працівник |
| 2                                                       | Ромашенко Віталій Дмитрович | 01.11.2010            | середня            | член Партії регіонів                          | тимчасово не працює                                                                                                  |
| 3                                                       | Кувіла Ігор Іванович        | 01.11.2010            | вища               | член Партії регіонів                          | тимчасово не працює                                                                                                  |
| 10                                                      | Кушнір Інна Миколаївна      | 01.11.2010            | середня            | член Партії регіонів                          | Бузовицька сільська рада, секретар                                                                                   |
| 14                                                      | Боднар Людмила Дмитрівна    | 01.11.2010            | вища               | член Партії регіонів                          | Бузовицька сільська рада, бухгалтер                                                                                  |
| 16                                                      | Сімонишин Микола Іванович   | 01.11.2010            | середня            | член Партії регіонів                          | приватний підприємець                                                                                                |
| Політична партія Всеукраїнське об'єднання «Батьківщина» |                             |                       |                    |                                               | |
| 4                                                       | Парпауца Лілія Миколаївна   | 01.11.2010            | вища               | член Всеукраїнського об'єднання «Батьківщина» | Кафе-бар «Оазис», приватний підприємець                                                                              |
| 6                                                       | Барабаш Микола Дмитрович    | 01.11.2010            | вища               | член Всеукраїнського об'єднання «Батьківщина» | пенсіонер |
| 9                                                       | Дуплава Лариса Іванівна     | 01.11.2010            | вища               | член Всеукраїнського об'єднання «Батьківщина» | Бузовицька загальноосвітня школа I-III ст., завуч                                                                    |
| 12                                                      | Перчук Тетяна Василівна     | 01.11.2010            | вища               | член Всеукраїнського об'єднання «Батьківщина» | тимчасово не працює                                                                                                  |
| Самовисування                                           |                             |                       |                    |                                               | |
| 15                                                      | Гричанюк Надія Петрівна     | 01.11.2010            | середня спеціальна | позапартійна                                  | Кельменецька центральна аптека № 27, фармацевт                                                                       |

## Населення
Згідно з переписом УРСР 1989 року чисельність наявного населення сільської ради становила 1686 осіб, з яких 736 чоловіків та 950 жінок.
За переписом населення України 2001 року в сільській раді мешкала 1621 особа.

### Мова
Розподіл населення за рідною мовою за даними перепису 2001 року:
| Мова       | Відсоток |
| ---------- | -------- |
| українська | 97,62 %  |
| російська  | 1,89 %   |
| молдовська | 0,30 %   |
| румунська  | 0,18 %   |